# Канун Нового года
Кану́н Но́вого го́да (также известный как День Старого года или День святого Сильвестра во многих странах) — последний день года по григорианскому календарю, предшествующий Новому году.
В современной традиции является предпразднеством Нового года, во время которого начинаются торжества по встрече следующего года. Во многих культурах в праздновании используются фейерверки и прочая пиротехника.

## Азия

### Бангладеш
Новый год — древнейший праздник в государстве Бангладеш, который отмечается 14-15 апреля. Торжество начинается с роскошного завтрака, который состоит из таких традиционных блюд как йогурт, гур и сир — рисовых хлопьев. Ежегодно в определённом месте проходят ярмарки, на которые собирается множество местных жителей. В этот день в городе Дакка проводятся шествия и концерты. Рамна Батамул — самое популярное мероприятие. Одетые в жёлтого цвета сари с окантовкой красного оттенка артисты, основную часть которых составляют женщины, исполняют песни Назрул Ислама и Тагора. Празднования и ярмарки продолжаются целую неделю.

### Вьетнам
Во Вьетнаме Новый год отмечается дважды: первый — по христианским традициям 1 января, второй называется Тет и представляет собой аналог китайского праздника.
Тет принято встречать в кругу семьи. Женщины на дни празднеств одеваются в жёлтые и красные одежды, а мужчины — в чёрные. Встреча Нового года имеет свои приметы, например, провести новогоднюю ночь так, чтобы в компании обязательно присутствовал седовласый старец, а утром найти цветок, сплошь покрытый крупными каплями росы. 
В первый день года вьетнамцы опасаются гостей, поскольку тот, кто придёт в дом первым, принесет с собой или Добро или Зло, в зависимости от кармы посетителя. Поэтому люди, потерпевшие крупные неудачи в прошедшем году или утратившие близких — нежелательные гости в первый новогодний день.

### Индия
Новый год в Индии отмечают массовыми гуляниями после застолья. Сохраняется и поверье, что как встретишь — так и проведёшь потом весь следующий год. Но есть и традиции, присущие только индийской культуре. Кроме массовых гуляний и шествий на качелях раскачивают статуи богов, ходят по углям, есть и другие необычные забавы. Также во многом отличается и праздничный стол, подарки.
После праздника, в первый день, утром, вся семья идет в алтарную комнату, передвигаясь с закрытыми глазами. Есть поверье, что то, что они увидят первым и будет им сопутствовать в течение года. Читают отрывки из «Рамаяна», которые предсказывают их будущее. Потом дети бегают в гости к соседям и за исполнение песен получают сладости.

### Индонезия
Очень необычно отмечают Новый год в Индонезии. Так, на острове Бали он продолжается 10 дней. В эти дни воздвигаются двухметровые колонны из подкрашенного риса, предназначенные богам. По окончании празднеств колонны разбираются по домам. Рис съедают люди, богам же остаются воспоминания о дарах.

### Камбоджа
Хотя в Камбодже Чнам Тмэй встречают весной, празднование Нового года 31 декабря также приветствуется. В это время устраиваются танцы с огнём, фейерверки, под звук барабанов на пляжах устраиваются танцы и активные игры.

### Китай
В Китае два новых года. Первый — официальный, он приходит 1 января, но празднуют его скромно, главным образом — посылая друг другу открытки. Второй — так называемый китайский Новый год — Чуньцзе — или праздник Весны, отмечается по лунному календарю. Он начинается с первого дня новолуния и длится 15 дней — до полной луны.
В преддверии Нового года на все дверные рамы своих жилищ китайцы наклеивают парные каллиграфические надписи, выполненные на красной бумаге. Содержание парных надписей сводится к выражению жизненных идеалов хозяина дома или добрых пожеланий на Новый год. На дверь также наклеивают, как правило, в перевёрнутом виде, китайский иероглиф, обозначающий «счастье». В канун Чуньцзе нельзя мести пол, выносить мусор, поменьше пользоваться режущими и колющими предметами — все это для того, чтобы не остаться у разбитого корыта. Обязательным блюдом на новогоднем столе являются цзяо цзы (пельмени), которые лепят всей семьёй.
Китайский Новый год невозможно себе представить без фейерверков, распугивающих нечисть. В ночь под Новый год двери должны были закрыты, так как в это время на улице появлялись всевозможные злые духи. Для их изгнания зажигали фейерверки, били в гонги, взрывали хлопушки. Чтобы предохранить себя от влияния злых духов, нужно было бодрствовать всю ночь. По улицам в новогоднюю ночь идут длинные процессии людей с фонариками. Это делается для того, чтобы осветить себе путь в Новый год.

### Корея
Начиная с середины декабря, улицы городов Кореи украшаются праздничной иллюминацией. Повсюду запускают воздушных змеев из бумаги и бамбуковых палочек и проводят формальные праздничные мероприятия.
Новый год корейцы встречают с традиционными песнями и танцами, такими как «Тольчамэ» и «Сонне». Также важной частью праздника является «Сэбэ» — ритуальная уборка дома для очищения от негативной энергии и подготовки к Новому году. После уборки готовятся специальные новогодние блюда, такие как «Тток» и «Данчжон». В полночь звонят в «Бангсан» — большой колокол в буддийских храмах, чтобы привлечь удачу в Новом году.

### Ливан и Сирия
В Ливане и Сирии люди ужинают в Новый год с семьёй и друзьями.
Ужин включает такие традиционные блюда, как табули, хумус, кибби и др.
Эти торжества могут также проходить в ресторанах и клубах. Игровые шоу также организованы там, где люди пытаются выиграть деньги. Обратный отсчёт до Нового года транслируется по ведущим телеканалам, и торжества обычно продолжаются до восхода солнца. Фейерверк освещает улицы всю ночь.

### Малайзия
Вечером 31 декабря улицы крупных городов, таких как Куала-Лумпур, становятся ярким и шумным эпицентром празднования. Тысячи людей собираются на площадях, чтобы наблюдать за фейерверками, концертами и различными культурными мероприятиями. Основные торжества в Куала-Лумпуре проходят на площади Независимости — главной площади города. Многие рестораны и клубы предлагают специальные новогодние меню и устраивают зажигательные праздничные вечеринки.

### Монголия
Традиции празднования Нового года в Монголии мало чем отличаются от традиций большинства стран. Уже в начале декабря городские улицы украшают иллюминациями, фонариками, колокольчиками и новогодними венками, повсеместно устанавливают наряженные ели, фигуры Деда Мороза и других новогодних персонажей.
В Канун Нового года (битуун) принято собираться с родными и близкими за праздничным столом. После полуночи большие шумные компании высыпают на улицу, чтобы повзрывать петарды и полюбоваться фейерверками. Утро 1 января начинается с распаковывания подарков. Традиционно друг другу дарят сладости, одежду, посуду и алкогольные напитки. Супруги часто получают «парные» подарки: набор чашек, подушки, элементы декора и т.п.
Первые дни в наступившем году многие жители проводят на скачках — главном монгольском развлечении. Опытные наездники вместе со своими ретивыми скакунами соревнуются за титул самого ловкого и умелого. Также не менее популярны и янгоу — зрелищные театрализованные представления с участием тысячи красочно разодетых жителей. Такие шествия устраиваются на главных улицах и площадях во всех монгольских городах.

### Непал
В Непале Новый год встречают с восходом солнца. Ночью, когда полная Луна, непальцы зажигают огромные костры и кидают в огонь ненужные вещи. На следующий день начинается Праздник красок, и тогда вся страна превращается в огромную радугу. Люди разрисовывают себе лица, руки, грудь необычным узором, а потом танцуют и поют песни на улицах.

### Объединённые Арабские Эмираты
В Дубае, ОАЭ, новогодний фейерверк отправляется с пляжа Джумейра (включая Бурдж-эль-Араб) и самого высокого здания в мире — Бурдж-Халифа. Новогодний фейерверк в Бурдж-Халифе является одним из самых дорогих в мире.

### Пакистан
Канун Нового года обычно отмечается фейерверком в крупных городах (например, Лахоре, Карачи и Исламабаде). Также проводятся музыкальные вечера и концерты.
Многие пакистанские подростки наслаждаются типом торжеств, проводимых во всём мире. Элитные и образованные классы участвуют в ночных мероприятиях в городских и космополитичных городах, таких как Карачи, Лахор и Исламабад.
Семьи пользуются традиционным блюдом под названием бирьяни.

### Таиланд
Тайцы встречают Новый год трижды. Люди празднуют еврейский и Китайский Новый год, а также и своё торжество, посвященное смене года под названием Сонгкран. Празднование Сонгкрана происходит в апреле и продолжается несколько дней. В ходе празднования тайцы покидают свои дома и выходят на улицу, желают друг другу удачи и обливают водой. Они верят в то, что чем раньше вымокнет человек, тем счастливее он будет в наступающем году.

### Тайвань

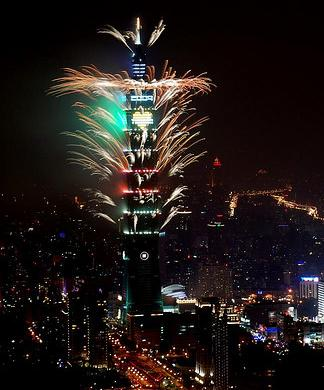
Фейерверк в Тайбэе 101 в канун Нового года

В Тайване конец года отмечается с концертами в таких городах, как: Таоюань, Тайчжун, Тайбэй и Гаосюн. В последнее время нация использует технологию для общения между городами посредством видео, что позволяет городам быть вместе. Самый переполненный город — Тайбэй, где большинство людей съезжаются в Тайбэй 101. С каждым числом, которое они подсчитывают, один из слоёв Тайбэя 101 (восемь этажей на слой) загорается до полуночи, когда фейерверки выходят из верхней части каждого слоя (восемь слоёв, исключая слой под антенной) в разных направлениях.

### Филиппины
На Филиппинах в канун Нового года улицы заполняются людьми, одетыми в горошек. Однако любимое развлечение местных жителей — петушиные бои. Петухи бьются быстро, азартно и всегда со смертельным исходом. Новый Год отмечается с большим размахом и со множеством фейерверков. 

### Центральная Азия
В Центральной Азии празднования Нового года были унаследованы от советских традиций; таким образом, они подобны России. Примером таких традиций может быть игра национального гимна в полночь и президентское обращение перед ним.

#### Казахстан
Новый год — один из наиболее популярных праздников в Казахстане. Его популярность сравнима с празднованием Рождества у западных христиан.
Встречу Нового года традиционно начинают отмечать с вечера 31 декабря. В городах и сёлах проходят массовые гуляния вокруг наряженной ёлки при обязательном участии Аяз Ата (Деда Мороза) и Қаршақыз (Снегурочки).
В канун Нового года по установившейся традиции глава государства обращается с поздравлением к народу Казахстана. Под бой часов все поздравляют друг друга с наступившим Новым годом, желая новых успехов и побед в наступившем году.

#### Кыргызстан
В настоящее время в Киргизии, как и во многих странах, Новый год празднуют 1 января по григорианскому календарю. Этот праздник пришёл в страну после вхождения в состав Российской Империи вместе с русскими переселенцами и получил развитие в советское время. Сейчас Новый год является одним из самых отмечаемых на территории Киргизии праздников. Примерно за неделю до 31 декабря начинают активно делать приготовления к Новому году. В дошкольных, средних и других образовательных учреждениях проходят традиционные утренники и ёлки посвящённые этому празднику. В государственных и частных организациях и предприятиях проводятся новогодние корпоративы. Дед Мороз по-киргизски — Аяз-ата, Снегурочка — Аяз-кыз. Праздник православного Рождества также включён в список официальных праздников, 1—7 января являются нерабочими днями.

### Япония
Новый год в Японии (яп. 正月 сё: гацу) имеет статус государственного праздника, отмечается ежегодно 1 января по Григорианскому календарю. Григорианский календарь был принят в Японии в 1873 году, спустя пять лет после Реставрации Мэйдзи, так что первый день января — дата официального Нового года в современной Японии.
В японской культуре принято встречать Новый год с тарелкой лапши. Тосикоси соба, или «пересекающая год лапша», — традиционное блюдо 31 декабря. Она символизирует преодоление трудностей уходящего года и надежду на удачу в будущем. Блюдо подают с грибами, овощами, морскими водорослями и другими добавками.
В новогоднюю полночь в храмах колокола отбивают 108 ударов. Считается, что у человека может быть шесть пороков: жадность, злость, глупость, легкомыслие, нерешительность и алчность; каждый из них, в свою очередь, имеет 18 различных оттенков. По мере ударов колокола происходит очищение от пороков. С последним ударом полагается выйти на улицу и встретить Новый год с первыми лучами солнца. Когда же первые лучи солнца позолотят крыши домов, высыпавшие на улицы люди, начинают поздравлять друг друга с Новым годом и обмениваются подарками. Весь день улицы переполнены народом, звучат смех и веселые песни, и только с наступлением сумерек люди расходятся. Вечер принято проводить у домашнего очага, в кругу семьи.

## Америка

### Аргентина
В канун Нового года аргентинцы выбрасывают газеты, журналы, старые бланки, ненужные ведомости и прочие документы. Ровно в полночь люди поднимают бокалы шампанского и поздравляют друг друга с Новым годом. Каждый человек должен традиционно поцеловать другого в щеку.

### Боливия
В Боливии наступления полуночи ждут в жёлтом белье, а как только пробьют часы, переодеваются в любое другое. Считается, что это принесёт больше денег в наступающем году.  

### Бразилия
В предновогодние дни (Ревейон) бразильцы облачаются в белые одежды для участия в особой праздничной церемонии с подношением даров богине моря. На пляжах Рио-де-Жанейро опускают в воду лодки, предварительно украсив их всевозможными цветами, лентами и свечами.

### Венесуэла
Перед Новым годом в Венесуэле принято дарить подарки близким и друзьям. Обычно это сладости, игрушки и сувениры. Также многие венесуэльцы отправляются в путешествия или на отдых, чтобы провести новогодние праздники вдали от городской суеты.

### Канада
В Канаде традиции предновогоднего праздника различаются в зависимости от региона. Как правило, 31 декабря (англ. New Year's Eve Day или фр. Veille du Jour de l'An) является выходным днём. В крупных городах и туристических центрах, таких как Торонто, Монреаль и Ниагарский водопад, этот праздник является одним из основных.

### Колумбия
В Колумбии это традиционный праздник. В стране существует множество традиций. Среди этих традиций есть: семейный ужин со специальными блюдами, фейерверк, популярная музыка, ношение специальной или новой одежды, питание эмпаданой и разные вечеринки. С каждым ударом часов до полуночи семьи питаются виноградом.

### Коста-Рика
В Коста-Рике семьи обычно собираются в 8 вечера для вечеринок, которые продолжаются до 1 или 2 часов ночи следующего дня. Есть несколько традиций среди семей Коста-Рики, в том числе есть 12 виноградин, представляющих 12 желаний на Новый год, и бегать через улицу с багажом, чтобы принести новые поездки и приключения в предстоящем году.

### Куба
Перед наступлением Нового года кубинцы наполняют все кувшины, вёдра, тазы и миски водой и, когда часовая стрелка замирает на цифре 12, воду выливают из окон. Это значит, что старый год уходит и ему желают светлого, как вода, пути. А пока часы бьют полночь, необходимо скушать 12 виноградных ягод, и тогда добро, согласие, процветание и мир будут сопровождать человека весь год. При свете факелов и громе фейерверков вся Куба принимает участие в карнавалах, танцует, поёт. Детский новогодний праздник на Кубе называется День Королей. Королей-магов, приносящих подарки детям, зовут Вальтасар, Гаспар и Мельхиор. Накануне дети пишут им письма, в которых рассказывают о своих заветных желаниях.

### Мексика
Мексиканцы празднуют Новый год (исп. Vispera de Año Nuevo), поедая каждую виноградину с каждым из двенадцати курантов колокола часов в течение полуночного обратного отсчёта, одновременно загадывая желание с каждым. Мексиканские семьи украшают дома и вечеринки в цветах, которые представляют пожелания на предстоящий год: красный поощряет общее улучшение образа жизни и любви, жёлтый поощряет благословения улучшенных условий занятости, зелёный желает улучшения финансовых условий и белый — для улучшения здоровья. Мексиканский сладкий хлеб запекается с монетой или шармом, спрятанным в тесте. Когда хлеб подаётся, получатель кусочка с монетой или шармом, как говорят, благословлён удачей в Новый год. Другая традиция состоит в том, чтобы составить список всех плохих или несчастных событий за последние 12 месяцев; до полуночи этот список бросается в огонь, символизирующий удаление отрицательной энергии с нового года. В то же время они выражаются в отношении всех хороших вещей в течение года, который заканчивается, чтобы они продолжались в новом году.
Мексиканцы ужинают со своими семьями, традиционная еда — индейка или свиная корейка. Впоследствии многие люди посещают вечеринки за пределами дома, например, в ночных клубах. В Мехико есть уличный фестиваль в новогоднюю ночь, расположенный на главной площади города Сокало. Торжества включают фейерверки, зажигалки и крики «¡Feliz Año Nuevo!»

### Перу
Перед Новым годом в Перу всегда устанавливают ёлки. В этой стране есть свой Санта-Клаус, который поздравляет перуанцев с наступающим праздником.
Самые веселые мероприятия проходят в новогодние дни — в столице Лиме. На всех площадях здесь организовываются праздничные концерты, проводятся рождественские ярмарки. Когда наступает Новый год, в Перу запускают праздничные фейерверки, которые озаряют всё ночное небо. 

### Пуэрто-Рико
В Пуэрто-Рико новогодняя ночь празднуется с друзьями и семьёй. Конференц-центр Пуэрто-Рико в Сан-Хуане является главной достопримечательностью Пуэрто-Рико во время празднования. В полночь следуют фейерверк и песня «Auld Lang Syne» на испанском языке.

### Сальвадор
В Сальвадоре новогодняя ночь проводится с семьями. Семейные вечеринки начинаются в 5 вечера и продолжаются до 1 или 3 часов ночи следующего дня. Семьи обедают вместе и исполняют традиционные песни нового года, такие как «Cinco para las Doce». После обеда люди освещают фейерверки и продолжают вечеринки на улице. Радиостанция передаёт отсчёт до полуночи. Когда часы бьют в полночь, фейерверк взрывается по всей стране. Люди начинают обмениваться объятиями и пожеланиями на Новый год.

### Соединённые Штаты Америки

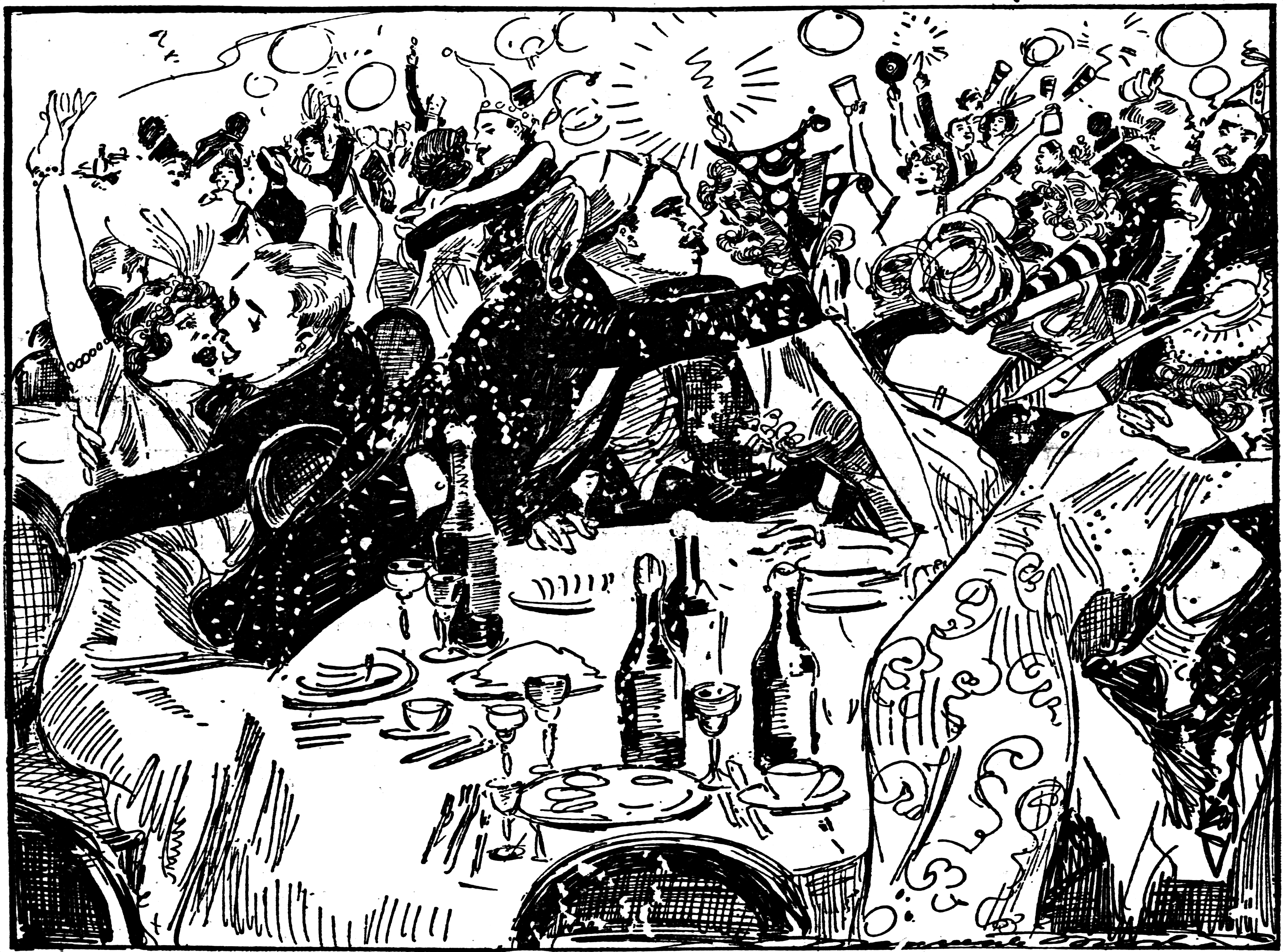
Фантастический набросок репортёра и художника Маргариты Мартын к празднованию Нового года из почтовой рассылки Сент-Луиса от 4 января 1914 года

Больше всего Новый год в Америке ассоциируется с шаром времени на Таймс-сквер. Кристальный шар размерами 5386 кг и 3,7 м, расположенный на крыше Times Square, поднимается до крыши здания в течение последней минуты уходящего года, чтобы сигнализировать о начале Нового года. Мероприятие проводится с 1907 года, и в среднем его посещает 90 000 человек ежегодно.
Гай Ломбардо и его группа The Royal Canadians представили ежегодный новогодний вечер (до 1977 г.), транслируемый из бального зала отеля Уолдорф-Астория. Телеведущий Дик Кларк уже на протяжении 33 лет проводил последние минуты уходящего года в прямом эфире на Таймс-сквер. После перенесенного инсульта в декабре 2004 года Кларк ушёл в отставку, в 2006 году его сменил Райан Сикрест. Кларк продолжал сниматься в специальных выпусках до своей смерти в 2012 году.
Другие торжества проходят на Лас-Вегас-Стрип, где улицы закрыты для движения автотранспорта перед вечером Нового года, и в полночь проходит фейерверк.
Наряду с торжествами на Таймс-сквер, в Центральном парке Нью-Йорка проходит мероприятие «Midnight Run», организованное New York Road Runners, которое завершается фейерверком и гонкой вокруг парка, которая начинается в полночь.
Тематические парки Диснея в штате Флорида и Диснейленд в Анахайме, Калифорния традиционно являются самыми загруженными в дни до и в канун Нового года.

### Суринам
Канун Нового года в Суринаме начинают отмечать с 10 часов утра. Устраиваются фиесты с танцами и музыкальными выступлениями. С наступлением ночи, празднование приобретает больший масштаб, чем утром и днём. Самая популярная фиеста проводится в кафе «'t Vat» в Парамарибо, главном туристическом районе Суринама. В промежутке между 10 и 11 часами вечера, люди зажигают фейерверки. После этого, фиесты продолжаются до позднего утра.

### Тринидад и Тобаго
В Порт-оф-Спейне имеется традиция праздновать во дворе с друзьями, семьёй и соседями, а также есть и пить до восхода солнца. В полночь город становится праздничным с фейерверком во всех направлениях. Празднование начинается лишь в полночь. Музыка слышится из всех домов и баров, ночных клубов, уличных вечеринок. Люди празднуют не только Новый год, но и начало карнавального сезона.

### Уругвай
В Уругвае Новый Год — это время, когда семьи собираются вместе и проводят время в кругу близких. Традиционно, семейный ужин включает в себя различные блюда, такие как асадо (уругвайский шашлык), морепродукты, салаты и десерты. Ужин обычно начинается около 9-10 часов вечера и продолжается до полуночи, когда наступает Новый год.

### Чили
Перед Новым годом многие чилийцы прибегают к традиционным практикам, направленных на очищение домов от негативной энергии. Популярный метод предполагает использование обычного веника, чтобы выметать любую нежелательную энергию, выбрасывая ее на улицу.
Жители города Талька встречают Новый год на кладбище, рядом со своими умершими родственниками. Придерживаются этой традиции уже более 5000 человек, и началась она в 1995 году. Двери кладбища открыты с 11 часов вечера, звучит тихая классическая музыка, и тускло мигают огни. Народ Талька считает, что умершие родственники ждут их, чтобы вместе встретить Новый год. 
С каждым ударом часов в полночь принято съедать ложку чечевицы. Эти ритуалы отражают глубокую культурную веру в то, что год начинается с чистого листа и привлекает удачу.

### Эквадор
На Новый год в Эквадоре существует традиция: ровно в полночь сжигают всех кукол, символизирующих «плохих мужчин». Сжигание происходит под аккомпанемент, так называемого, «плача вдов». «Вдов», как правило, изображают мужчины. Они одеваются в чёрные женские махровые одежды и в шутку начинают ходить по домам или улицам, плача и прося милостыню на похороны для куклы.
Одна из типичных традиций в ночь на 31 декабря или в канун Нового года в Эквадоре — оставлять билет в обуви на весь день. Как только вводится 1 января, он переводится в портфель и должен оставаться там в течение года, чтобы иметь удачу в экономических вопросах.

## Африка

### Гана
В Гане многие празднуют Новый год, посещая церковь; другие люди отправляются в ночные клубы, пабы или на улицу. В полночь фейерверки запускаются в небо в разных городах Ганы, больше всего в Аккре и Теме.

### Египет
В Египте Новый год празднуют фейерверками. Наблюдаются вспышки уличного вандализма.

### Кот-д'Ивуар
Помимо ритуальных танцев у костра племена абиджи устраивают в новогоднюю ночь необычную гонку на четвереньках и со свежим яйцом во рту. Тот, кто первым доберётся до финиша не повредив скорлупу, считается победителем гонки. Яйцо считается символом жизни, а его тонкая скорлупа символически обозначает хрупкость существования человека. 

### Марокко
В Марокко, в новогоднюю ночь (араб. رأس العام-‎ — («главный в году») люди собираются в дружеские или семейные компании, едят пироги, танцуют и веселятся. Традиционно люди отмечают канун Нового года дома, но некоторые предпочитают посещать ночные клубы.

### Нигерия
В Нигерии новогоднюю ночь часто празднуют, отправляясь в церковь; другие отправляются в ночные клубы и на вечеринки, организованные отдельными лицами, общинами или государственным правительством.

### Танзания и Кения
Жители Кении и Танзании практически полностью унаследовали христианские традиции празднования Нового года. Люди посещают церковные службы, купаются в океане, занимаются виндсёрфингом. 

### Эфиопия
В Эфиопии Новый год наступает после окончания периода дождей, 11 сентября (в високосный год — 12 сентября). В канун праздника люди совершают ритуальное купание в реке — очищение перед началом Нового года. В тот же день эфиопы соревнуются в прыжках через костёр. В новогоднюю ночь люди дарят друг другу зелёные ветви либо жёлтые цветы.   

### Южный Судан
В Южном Судане в канун Нового года, люди посещают церковные службы. Службы начинаются в 9 часов вечера. В полночь, люди поют рождественскую песню «Вести ангельской внемли», чтобы благословить конец и начало года. Церковная служба заканчивается в 0:30.

## Европа

### Австрия
В Австрии новогодняя ночь обычно отмечается с друзьями и семьёй. В точно полночь все радио- и телевизионные программы, управляемые ORF, транслировали звук Нового Пуммерина, колокола Собора Стефана в Вене, за которым следует «Донаувальцер» («На прекрасном голубом Дунае») Иоганна Штрауса II. Многие люди танцуют на этом на вечеринках или на улице. Большие толпы собираются на улицах Вены, где муниципальное правительство организует серию туров, где играют оркестры. Фейерверки собираются как муниципальными органами власти, так и отдельными лицами.

### Албания
Подготовка к кануну Нового года в Албании начинается задолго до 31 декабря. Она начинается с новогодней ёлки, известная там как «Новогодняя сосна». В этот день родители, дети и родственники собираются вместе, чтобы провести замечательные моменты вместе. Кроме того, там имеется богатый ужин с различными видами изысканных блюд. По части этой традиции гости также просматривают множество комедийных шоу той ночью, так как Новый год должен найти людей, улыбающихся и полных радости. Самый удивительный момент ночи — последняя минута «Старого года» и минута нового. В полночь все тосты приветствуют друг друга, и много фейерверков скрашивают небо города. Они желают друг другу процветающего Нового года, полного счастья, радости, крепкого здоровья и большого количества удачи. Традиционно в полночь люди звонят друг другу по телефону, чтобы поздороваться друг с другом или отправить SMS всем своим друзьям. 31 декабря — самый «загруженный» день албанца.

### Болгария
В Болгарии в новогоднюю ночь после застолья молодёжь делает палочки из кизила (сурвачки). Сурвачка украшается яркой ниточкой и попкорном. С сурвачками отправляются по гостям, заходят в дома и «стучат» ими по спине хозяев. Такие «побои» сулят удачу, здоровье и благосостояние в дом.

### Босния и Герцеговина
Новый год широко отмечается в Боснии и Герцеговине. Улицы оформлены в канун Нового года, а во всех крупных городах есть фейерверк и концерты. Рестораны, клубы, кафе и отели обычно полны гостей, и они организуют вечерины Нового года.
В Сараево люди собираются на площади детей Сараево, где их развлекает местная рок-группа. Несколько труба и рок-группы играют до раннего утра. В полночь проходит большой фейерверк.

### Венгрия
В Венгрии в предновогодние дни с прилавков исчезают детские свистки, дудочки, трубы. По народному поверью, пронзительный и не всегда приятный звук этих незамысловатых музыкальных инструментов отгоняет от жилища злых духов и призывает в дома благополучие и радость.

### Германия
В Германии празднуют Новый год весьма традиционно: шумными встречами с друзьями и прогулками по центру города с шампанским. На праздничных столах приветствуются орехи и яблоки. А ещё говорят, что немцы самого разного возраста, как только часы начинают отбивать полночь, взбираются на стулья, столы, кресла и с последним ударом дружно, с радостными приветствиями «впрыгивают» в Новый год.

### Греция
Канун Нового года в Греции имеет много традиций. В течение дня дети поют новогодние колядки, чтобы получать деньги или угощения. Затем настаёт время провести семейный обед или ужин. Вечером люди готовят пирог под названием «Королевский пирог (Василопита)», который представляет собой торт с ароматом миндаля. Следуя традиции, они кладут монету, обёрнутую в алюминиевую фольгу внутри пирога.
Во время семейного обеда хозяйка кладёт некоторые из своих драгоценностей в тарелку и служит ей в стороне от стола, как символ процветания на следующий год. После того, как обед заканчивается, посуду не моют до следующего дня. Причиной этого является то, что святой Василий ждёт Нового года, и считается общей вежливостью оставлять пищу для путешественника, который посещает дом, чтобы принести подарки в ночное время.
Когда наступает полночь, семьи выключают все огни и вновь открывают свои глаза, чтобы «войти в год с новым светом». После фейерверка они разрезают «Василопита» и подают. Человек, который получает обёрнутую монету, является счастливчиком дня, и он также благословляется до конца года. Люди также обмениваются подарками.

### Дания
В Дании существует традиция, которая состоит в том, что на Новый год обязательно надо разбить хрупкую посуду об дверь соседа. У кого у двери будет больше битой посуды, та семья и будет удачнее и счастливее других.

### Ирландия
Празднования в крупных городах скромны, и большинство ирландцев предпочитают небольшие вечеринки в доме для семьи и друзей. Одинокие женщины и девушки кладут под подушку листья омелы и верят, что это может принести любовь в их жизнь, и они обязательно обретут семейное счастье. Также считается, что лист омелы, положенный в новогоднюю ночь под подушку, может избавить человека от невезения.

### Исландия

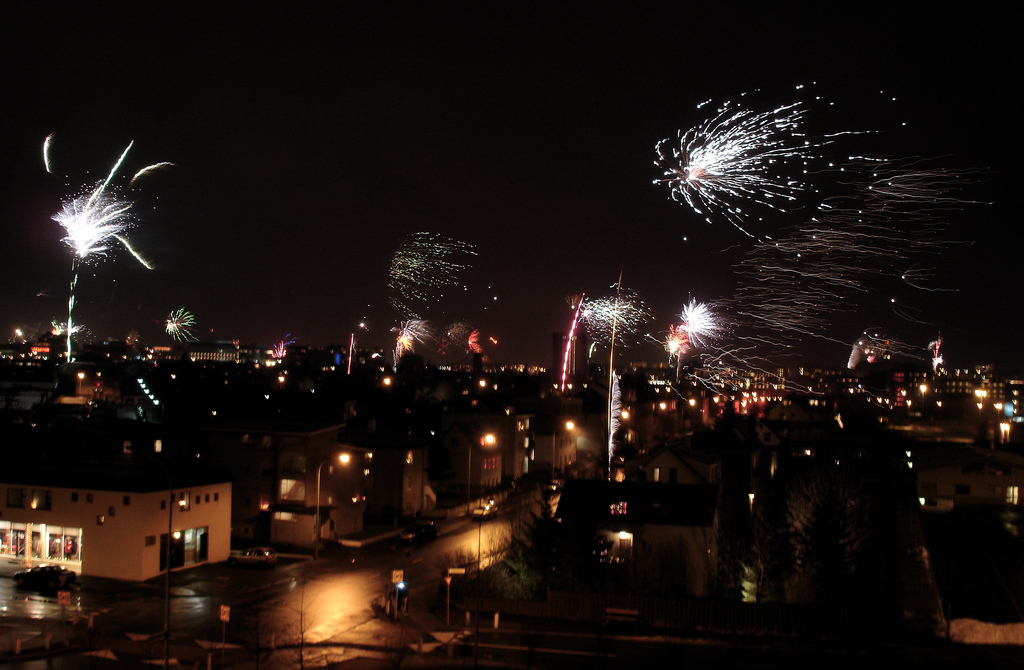
Новогодний фейерверк над Рейкьявиком, Исландия

Фейерверк очень популярен в Исландии, особенно в новогоднюю ночь. Крупнейшие события в Исландии обычно находятся в столице Рейкьявике и вокруг неё.
«Новогодняя комедия» (исл. Áramótaskaupið) — это специальная ежегодная исландская телевизионная комедия, которая является важной частью Нового года для большинства. Он сатирически фокусируется на прошедшем году и демонстрирует небольшую милость для своих жертв, особенно политиков, художников, видных деловых людей и активистов.

### Испания
Есть виноград во время боя курантов — одна из самых старых и любимых испанцами традиций. Нужно есть по одной виноградине и загадывать по одному желанию на каждый удар часов. Тому, кто успеет съесть все 12, удача будет сопутствовать в каждом месяце наступающего года.

### Италия
В канун Нового года по настоянию Бефаны (маленькой старушки-ведьмы) не лишённые чувства юмора итальянцы расправляются со всяким старьём, накопившемся за год. Часто они выбрасывают хлам прямо из окон, с любопытством следя за реакцией прохожих.

### Мальта
Мальта организовала свою первую новогоднюю вечеринку в 2009 году в Флориане. Мероприятие не было высоко рекламировано и доказано противоречиво из-за закрытия артериальной улицы в течение дня. В 2010 году состоялись первые национальные праздники на площади Святого Георгия в Валлетте. Хотя профессиональный фейерверк очень популярен на Мальте, они почти полностью отсутствуют в новогоднюю ночь.

### Норвегия
В Норвегии дети ждут подарков от козы. Её встречают праздничные угощения — сухие колосья овса, которые на Новый год кладут в детскую обувь. В этой стране козе отдано привилегированное положение.

### Польша
В Польше празднование Нового года («Сильвестр») включает в себя как внутренние, так и открытые торжества. Большой концерт под открытым небом проходит на Главном Рынке в Кракове. От 150 000 до 200 000 гуляк отмечают Новый год с живой музыкой и фейерверком над Мариацким костёлом. Подобные праздники проводятся в других городах Польши.
Для тех, кто не хочет проводить Новый год в городе, горы являются популярным местом. Закопане, расположенные в Карпатах, являются самым популярным польским горным курортом зимой.
Празднование «Сильвестра» проводится в Катовице, рядом с ареной Сподек.

### Португалия
Португальцы ревностно соблюдают кулинарные новогодние традиции. Вечером под Новый Год семьи собираются за большим столом, на котором обязательно есть солёная треска, сладкий портвейн и виноградная лоза — символ плодородия и счастливой семейной жизни. В момент, когда часы бьют 12 раз, португальцы съедают по виноградине (свежей или засушенной) и загадывают желания: двенадцать ударов — двенадцать заветных желаний на каждый месяц Нового года.
Встретив Новый Год, португальцы выходят на улицы, и там начинается настоящее веселье. Самыми многолюдными местами считаются главная площадь Лиссабона и всё океанское побережье страны. На пляжах обустраиваются зоны отдыха, которые тоже украшены огнями и гирляндами, а в новогоднюю ночь к этому добавляются ещё и огни многочисленных фейерверков.

### Россия и Белоруссия
Большинство русских и белорусов празднуют Новый год со своими семьями и близкими друзьями. Этот праздник в России происходит от Рождества. Рождество было также крупным праздником в России, пока его и другие христианские праздники не запретили коммунисты. Чтобы компенсировать отсутствие Рождества, новогодний праздник отмечался так же, как Рождество, но без религиозного аспекта. Много рождественских атрибутов было перенесено из первоначального праздника, например, рождественская ёлка, которая стала новогодней ёлкой. Даже после падения Советского Союза Новый год всё ещё отмечается в России и стал русской традицией. Существует старое суеверие, что если первый посетитель (особенно неожиданный) 1 января является мужчиной, год будет хорошим. Люди также пытаются начать новый год без долгов.
Празднование обычно начинается примерно за 1—2 часа до полуночи. Общей традицией является «прощаться со старым годом», вспоминая самые важные события последних двенадцати месяцев. За пять минут до полуночи большинство людей смотрят новогоднюю речь президента по телевизору и популярные фильмы, праздничные концерты или телешоу до и после полуночи. Есть традиция слушать Кремлёвские куранты, звонящие двенадцать раз по радио или по телевизору, за которым следует государственный гимн. Во время боя курантов люди загадывают своё желание и затем пьют бокал шампанского. Некоторые, чтобы желание точно сбылось, пытаются успеть сжечь свои записанные на бумаге тайные пожелания на следующий год и успеть выпить пепел в бокале шампанского.
После боя курантов люди дарят друг другу подарки, богато ужинают, смотрят телевизионные концерты и развлекаются. Наиболее популярными блюдами на новогоднем столе являются салаты «Оливье», «Сельдь под шубой» и «Крабовый», бутерброды с красной икрой, холодец. Некоторые люди зажигают фейерверки на улице и навещают своих друзей и соседей. В последние дни года многие люди празднуют со своими коллегами по работе (так называемые «корпоративы»). Как правило, они проходят в ресторанах или ночных клубах, но иногда и прямо на рабочем месте. В детских садах и младших классах школ в последние дни года проходят новогодние утренники, на которые вместе с детьми приходят их родители и иногда другие родственники (бабушки, дедушки, братья, сёстры). На утренниках дети поют новогодние песни, показывают различные номера, водят хороводы вокруг новогодней ёлки. В конце приходят Дед Мороз со своей внучкой Снегурочкой и дарят детям подарки. 31 декабря в основном проводится дома или с друзьями.

### Румыния и Молдавия
Традиционные празднования Нового года («Ревелион») являются нормой в Румынии. Румыны следуют многовековым обычаям и ритуалам. Дети поют «Pluguşorul» и «Sorcova», традиционные колядки, которые желают доброй воли, счастья и успеха.
Вечеринки являются обычными. После Румынской революции в 1989 году румыны собрались возле Университетской площади в Бухаресте. Новый год также известен национальной ночной телепередачей на румынском телевидении, также отмечающим свой юбилей в этот праздник и открывшим свои двери в новогоднюю ночь 1956 года.

### Северная Македония
Празднование новогодних праздников начинается с дневных фейерверков. Македонцы празднуют вместе с семьёй или друзьями дома или в ресторанах, клубах, кафе и отелях. Во время дневного праздника дети получают подарки. Вечерние торжества включают еду, музыку и танцы как для традиционной македонской народной музыки, так и для современной музыки. Новый год празднуется 31 декабря, а также 14 января в соответствии с Македонским православным календарём.

### Сербия
Новый год в Сербии традиционно отмечается широко. Сербы украшают деревья, Novogodišnja jelka в новогоднюю ночь, а не в канун Рождества. Рядом или после полуночи Дед Мороз (Deda Mraz) посещает дома и оставляет подарки под деревом, которые затем распаковываются или, если семья спит, должны быть обнаружены утром.
Сербские новогодние торжества проходят в Белграде, а также в других крупных городах, таких как Нови-Сад и Ниш. По состоянию на середину декабря города широко украшены и освещены. Декорации остаются вплоть до января в связи с влиянием юлианского календаря. В регионе, особенно среди бывших югославских республик, Белград является самым популярным местом для основных партий.

### Словения
В Словении Новый год известен как День Святого Сильвестра (Сильвестро). Улицы украшены для всего декабря. В более крупных городах, таких как Любляна, Марибор, Целе или Копер есть концерты, программа культуры и обратный отсчёт, за которыми следуют фейерверки. На национальном телевидении также есть специальная программа. Традиция состоит в том, что семья собирается вместе и ужинает. В полночь люди тосты с шампанским, желают друг другу счастливого нового года, состояния и здоровья. Люди уже украсили рождественскую ёлку до Рождества, а дети ждут третьего «Доброго человека декабря — Дедека Мраза».

### Турция

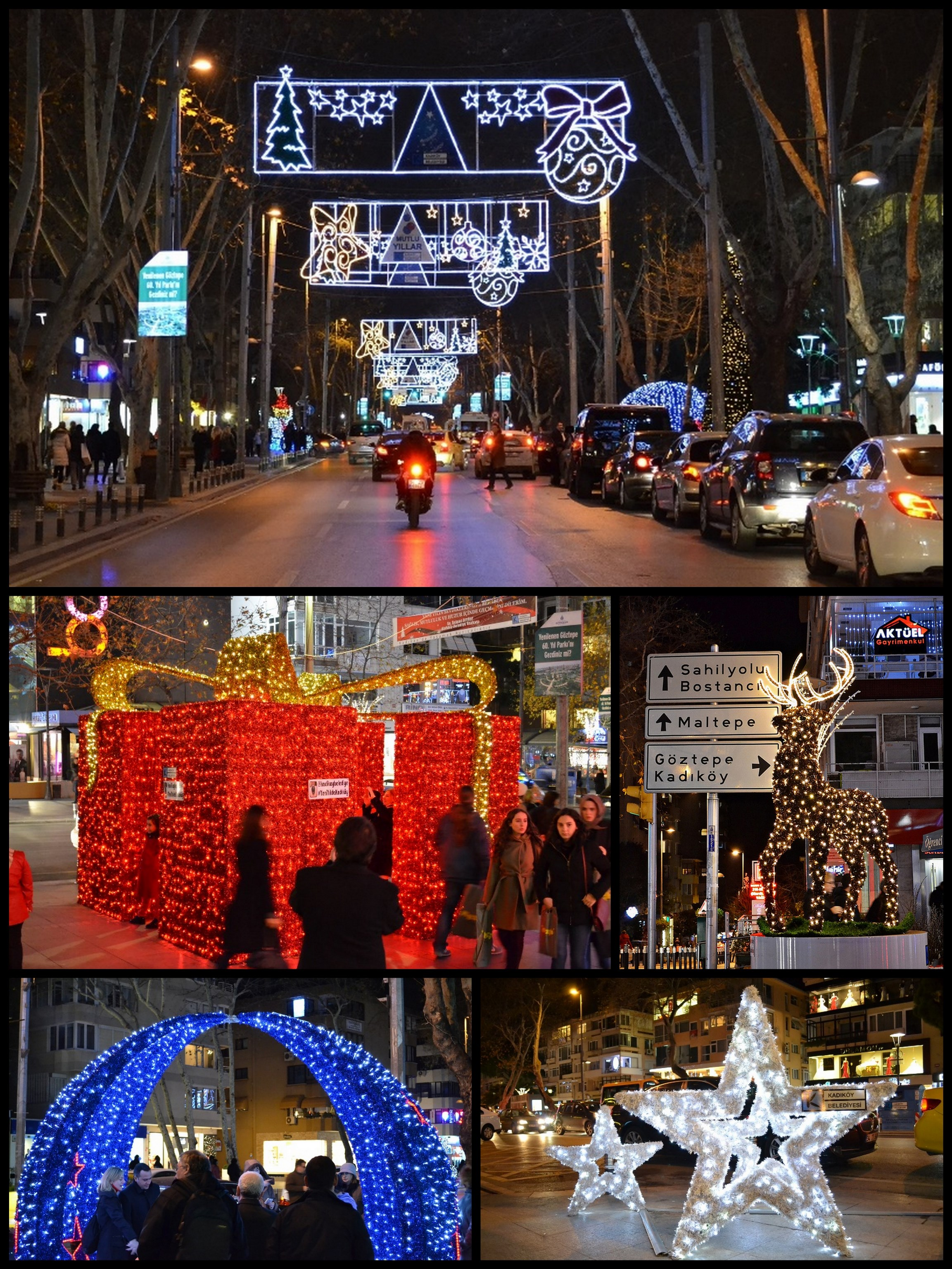
Новогодние декорации в Кадыкёе, Стамбул.

В Турции как такового обычая отмечать Новый год нет. Этот праздник считается светским, отмечать его не возбраняется, но и не рекомендуется устраивать шумные гулянья на всю ночь, мусульманское духовенство критически относится к таким празднованиям. Однако в крупных городах (Стамбул, Анкара), где живёт много европеизированных турок, многие семьи отмечают новый год по христианскому (григорианскому) календарю и веселятся вместе с турецким аналогом Санты Клауса — Ноель Баба. Также в туристических городах у моря, куда приезжают в это время много отдыхающих, принято отмечать Новый год с размахом — организуются развлекательные программы, вечеринки, концерты, хотя и, в основном, для туристов, а не для местных жителей. Сами же турки обычно проводят этот праздник перед богато накрытым столом (но без привычной европейцам атрибутики и подарков), наблюдая по телевизору всю ночь праздничные программы. А в провинции и маленьких поселениях в новогоднюю ночь практически все ложатся спать.
Новый год является выходным днём в Турции с 1981 года. Однако Турецкая республика перешла на григорианский календарь только в 1926 году, поэтому по-настоящему в стране празднуют Новый год только в крупных городах, например таких, как Стамбул и Анталья, куда зимой приезжает много туристов из России и других более северных стран. В большинстве своём крестьяне и жители небольших городов в ночь на 1 января ложатся спать, так как свой Новый Год они отмечают по старой туркской традиции в марте (так называемый наурыз).

### Украина

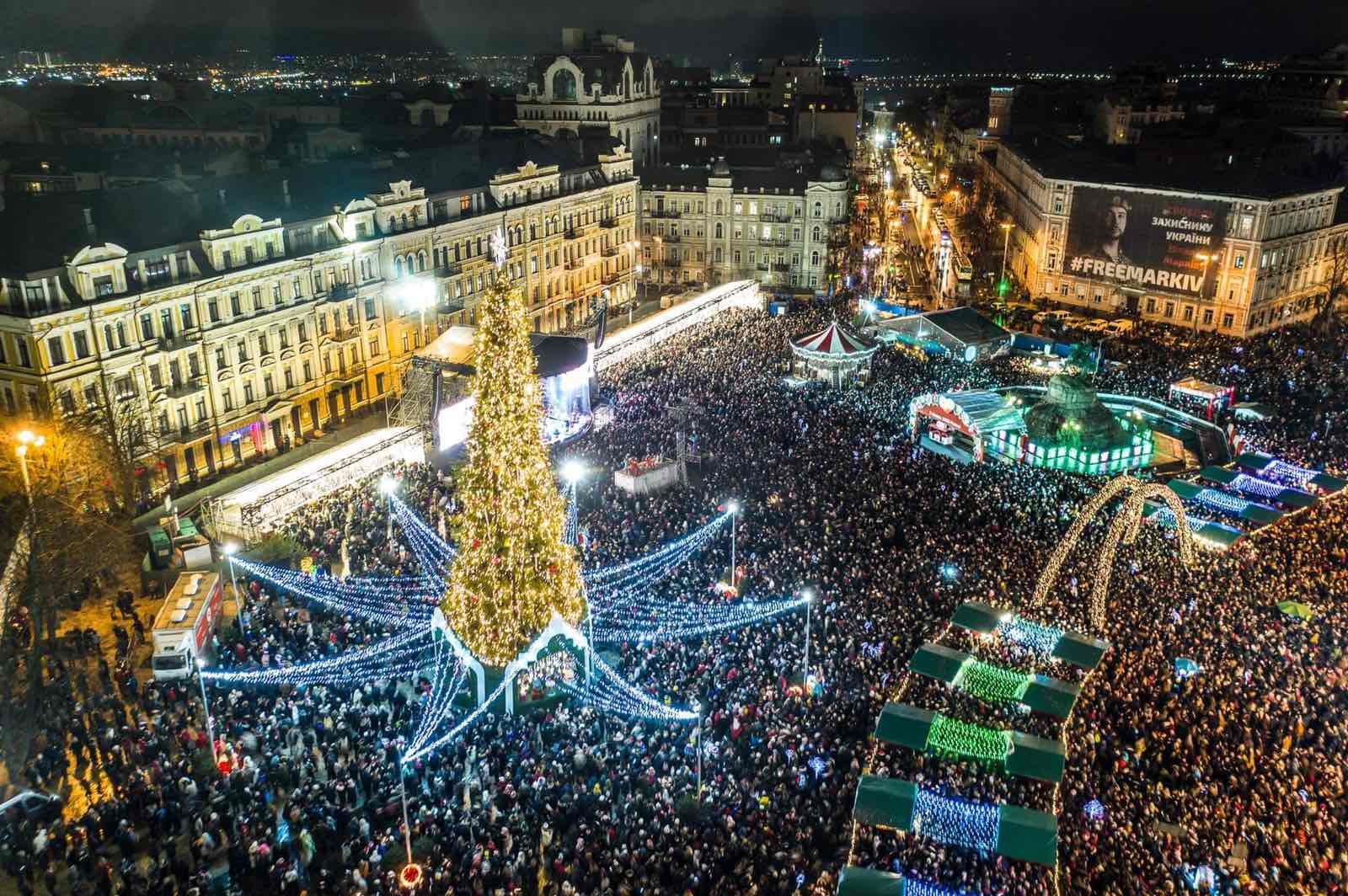
Празднование Нового года в Киеве

На Украине Новый год имеет такое же культурное значение, как Рождество Христово в Соединённых Штатах Америки, но без религиозных коннотаций. Украинцы начинают готовиться к рождественско-новогодним праздникам со Дня святого Николая 6 декабря. Так, в населенных пунктах Украины традиционно в День святого Николая украшают ёлки. В канун Нового года семьи собираются и устраивают большой праздник, произносят тосты и желают счастливого Нового года, дарят подарки своим друзьям, а также незнакомым. Поскольку украинцы традиционно являются тесно связанным сообществом, подарки дарят тем, с кем ассоциируется семья. Дети остаются до полуночи, ожидая Нового года. Во время этих торжеств многие украинцы настраиваются на специальные новогодние представления, ставшие давней традицией для украинского телевидения. И незадолго до полуночи Президент Украины обращается к народу, и когда наступает полночь, национальный гимн «Ще не вмерла Украина» воспроизводится на всех теле- и радиостанциях, а также на Майдане Независимости в Киеве и других городах, где проводятся праздничные торжества.
После перехода украинских христианских церквей на новый стиль в 2023 году, канун Нового года также является Щедрым вечером, который до 2023 года отмечался 31 декабря (13 января) на канун Старого Нового года.

### Финляндия
В новогоднюю ночь финны пытаются узнать своё будущее и гадают, расплавляя воск и вливая его затем в холодную воду. Лапландия — родина Санта-Клауса. Поэтому здесь в Новый год бывает красочное зрелище: со склонов гор спускаются лыжники с факелами, повсюду фейерверки и украшенные горящими свечами ёлки. Ближе к полуночи на олене приезжает Санта-Клаус, всех поздравляет и раздаёт подарки.

### Франция
В некоторых районах Франции новогодние праздники начинаются 6 декабря — в день Святого Николая. Именно в этот день французский Дед Мороз — Пер-Ноэль — приносит хорошим и прилежным детям подарки и конфеты. В деревянных башмаках и с корзиной подарков за спиной, он прибывает на осле и, оставив осла снаружи, проникает через дымоход в дом. Подарки он кладёт в обувь, которую дети заранее оставляют перед камином. Компаньоном Пера-Ноэля является Пер-Фуэтар — дед с розгами, который напоминает Перу-Ноэлю, как ребёнок вёл себя в течение года и чего он заслуживает больше — подарков или шлёпанья.
Традиционно Новый год во Франции отмечается в кругу друзей, в то время как Рождество со своей семьёй. 31 декабря почти во всех странах Европы отмечают День Святого Сильвестра. Франция не является исключением. В этот праздник французы очень шумно гуляют, много едят, веселятся и ждут прихода Нового года. На улицу французы выходят в маскарадных костюмах, их называют Сильвестр-клаусами.
Новый год во Франции встречают в большой компании друзей в ресторанах, кафе города. Французы шутят, танцуют в колпаках в виде конуса и осыпают друг друга конфетти. Новогодняя лотерея является любимым развлечением, на котором можно выиграть курицу или индейку.

### Хорватия
Канун Нового года, 31 декабря, в Хорватии называют Сильвестрово или Старый год. По традиции утром последнего дня уходящего года местные жители ходят в церковь на хвалебную мессу. Вечером же на городских площадях устраиваются народные гулянья и запускаются фейерверки. В хорватской столице, городе Загребе, крупнейший праздник устраивается на площади пана Йосипа Елачича.
Новый год в Хорватии не богат собственными местными обычаями. Многие из них очень близки рождественским: так, например, традиционными подарками на Новый год являются вода, студень и яблоки. Кроме того, в хорватских домах, с наступлением Нового года проводится особый ритуал сожжения полена. Полено приносят в дом, поливают вином, посыпают пшеницей, украшают веточками сосны или лавра, а затем кладут в печь и зажигают. Во время горения ритуального полена все пристально наблюдают за огнем, ведь первому, кто увидит, что полено полностью сгорело, вручается подарок.
Неотъемлемая часть празднования, новогодний стол, по традиции должен быть богатым — это символ того, что урожай в наступающем году будет обильным. Большая часть блюд — постные: каши из разных видов зерна, маковки с добавлением сушеных фруктов (яблок, груш, слив) и главное блюдо праздника — калач чесница.

### Черногория
В Черногории празднования Нового года проводятся во всех крупных городах, обычно сопровождаемых фейерверками. Обычно это отмечается с семьёй или друзьями, дома или снаружи. Рестораны, клубы, кафе и отели организуют торжества с угощениями и музыкой.

### Чехия и Словакия
Празднования и традиции Нового года (Сильвестр) в Чехии и Словакии очень похожи. Новый год — самый шумный день в году. Люди обычно собираются с друзьями на вечеринках, в пабах, клубах, на улицах или городских площадях, чтобы поесть, выпить и отпраздновать Новый год. Фейерверк — популярная традиция; в больших городах, таких как Братислава или Прага, фейерверк начинается до полудня и неуклонно увеличивается до полуночи. В первые минуты после полуночи люди произносят тосты, держа в руках бокалы с шампанским, желают друг другу счастливого Нового года, удачи и здоровья, и выходят на улицу для фейерверков.
В обеих странах все крупные телевизионные станции показывают развлекательные шоу до и после полночного обратного отсчёта, за которым следует национальный гимн каждой страны. Президенты республик устроили у себя новогоднюю речь утром — новый президент Чехии Милош Земан возобновил традицию рождественских выступлений. В последние годы, однако, чехословацкий национальный гимн исполняется в полночь в честь общей истории обеих народов. Роль новогоднего фильма «Ирония судьбы, или с лёгким паром», который в этот день смотрит вся семья, ещё в Чехословакии, с шестидесятых годов XX века, исполнял дублированный в 1966 году фильм «Морозко».

### Швейцария
В Швейцарии новогодняя ночь, как правило, отмечается в резиденции с друзьями. Нет особых блюд, связанных с событием, хотя сладости и десерты обычны. Каждая коммуна имеет свой собственный правительственный отсчёт в общественном пространстве, сопровождаемый официальными фейерверками в небольших городах.

### Швеция
В Швеции перед Новым годом дети выбирают королеву света Люцию. Её наряжают в белое платье, на голову надевают корону с зажжёнными свечами. Люция приносит подарки детям и лакомства домашним животным: кошке — сливки, собаке — сахарную косточку, ослу — морковь. Основным символом Нового года с некоторых пор Евльский козёл — в 1966 году одному жителю города Евле пришла в голову идея напомнить таким образом о рождественском персонаже местного эпоса, и он соорудил его из соломы на городской площади. Однако в новогоднюю ночь его сожгли хулиганы. С тех пор это действо стало традицией и так полюбилось шведам, что это стали практиковать и в других городах. В 1985 году евльский козёл попал в Книгу рекордов Гиннесса, его размеры были: высота 7,6 м, длина 7 м; весило чучело 3,6 т.

### Эстония
В канун Нового года в Эстонии люди украшают деревни, посещают друзей и готовят щедрые блюда.
Некоторые считают, что в новогоднюю ночь люди должны есть семь, девять или двенадцать раз. Это счастливые числа в Эстонии; считается, что за каждый приём пищи человек обретает силы на следующий год. Всю еду не съедают — нужно оставить пищу для предков, которые посещают дом в новогоднюю ночь.
Традиционная новогодняя еда включает свинину с эстонской квашеной капустой (мульгикапсад), печёным картофелем, брюквой и свиной головой, а также белую и кровяную колбасу. Из вегетарианских блюд представлены картофельный салат с дикой свёклой и паштет. На десерт часто подаются марципан и пряники. Традиционные новогодние напитки включают пиво и мёд, но глинтвейн и шампанское стали современными фаворитами.

## Океания

### Австралия

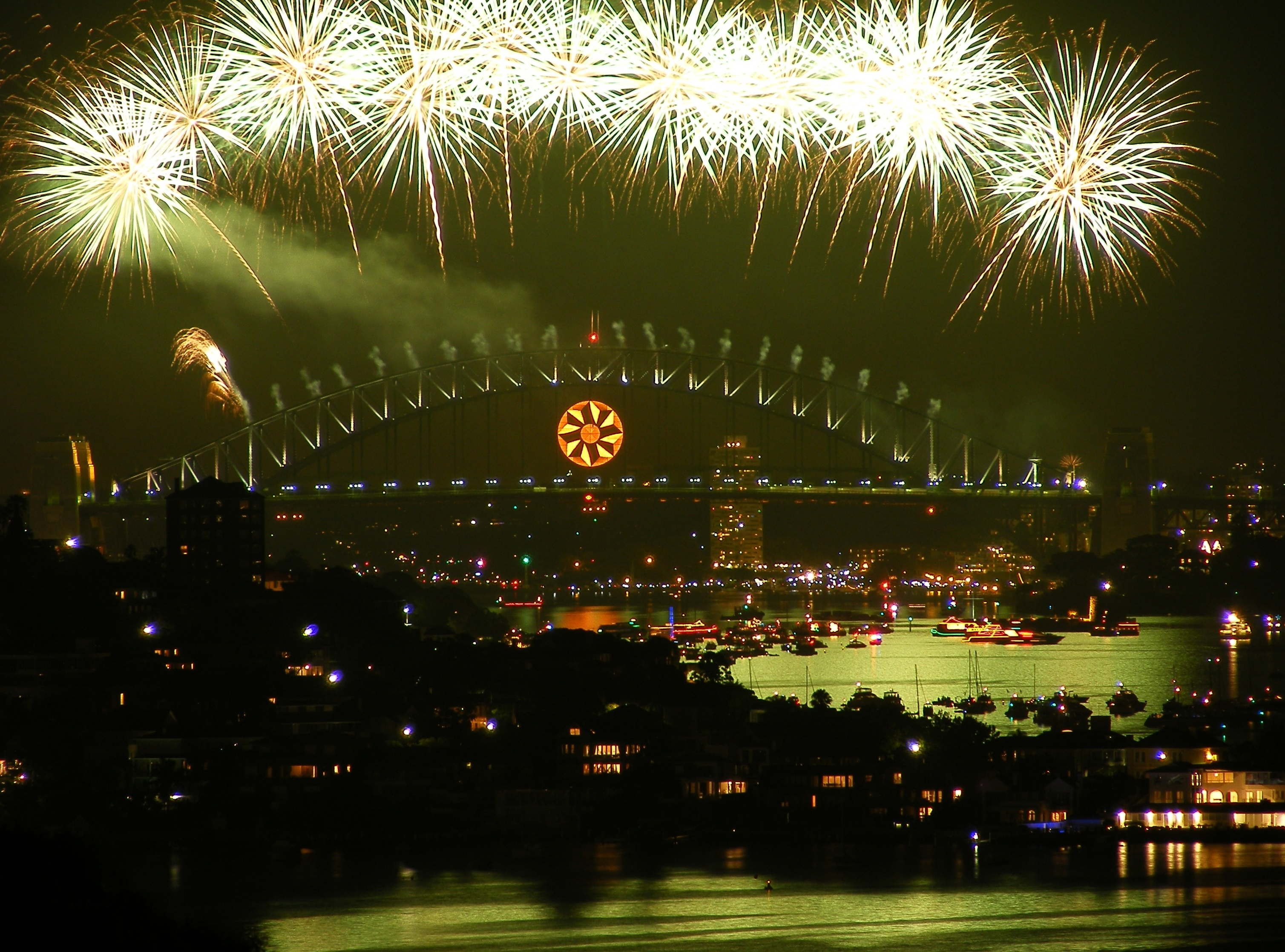
Новогодние фейерверки в Сиднее в канун 2008-09

Каждый крупный город Австралии проводит новогодние празднования с фейерверком и другими событиями. Глостер-парк является самым крупным и наиболее известным дисплеем в Западной Австралии. В Брисбене события проводятся на Южном Берегу. Ночью около 50 тыс. человек собираются на площадках вокруг реки Брисбен, чтобы посмотреть фейерверк.
Самое большое торжество проходит в Сиднее. Каждый год празднования начинаются пиротехническими шоу. «Полуночный фейерверк» регулярно просматривается примерно 1,5—2 млн человек. В качестве одного из первых крупных празднований Нового года в мире каждый год полуночные фейерверки часто транслируются по всему миру в течение 31 декабря. Мельбурн следует примеру Сиднея: большинство фейерверков запускаются с лодок по реке и из разных небоскрёбов города.

### Кирибати
Остров Рождества (UTC +14), часть Кирибати, является одним из первых мест в мире, чтобы приветствовать Новый год. Другие острова Кирибати следуют в UTC +13 и UTC +12.

### Самоа
Начиная с изменения часового пояса от UTC-11 до UTC+13 зимой и UTC+14 летом (в том числе Нового года), Самоа — первая страна, получившая Новый год в целом, делясь ею с некоторыми частями Кирибати.